# Sottunga
Sottunga (fiń. Sottunka) – miasto na Wyspach Alandzkich (autonomiczna część Finlandii). Według danych szacunkowych na rok 2016 liczy 96 mieszkańców.

## Demografia
- Wykres liczby ludności Sottunga na przestrzeni ostatnich stu lat

źródło: 